# Decadancing
| Recensione           | Giudizio |
| -------------------- | -------- |
| Il Mucchio Selvaggio | misto    |

Decadancing è il ventesimo album musicale di Ivano Fossati uscito il 4 ottobre 2011.

## Tracce
Testi e musiche di Ivano Fossati.
1. La decadenza – 3:27
2. Quello che manca al mondo – 3:50
3. La sconosciuta – 3:44
4. Settembre – 3:08
5. La normalità – 3:35
6. Laura e l'avvenire – 4:10
7. Un Natale borghese – 5:16
8. Nella terra del vento – 3:29
9. Se non oggi – 5:07
10. Tutto questo futuro – 3:33

## Formazione
- Ivano Fossati: pianoforte, chitarra elettrica, chitarra acustica, flauto, armonica, voce
- Pietro Cantarelli: pianoforte, tastiera, chitarra, fisarmonica, voce
- Max Gelsi: basso
- Claudio Fossati: batteria
- Riccardo Galardini: chitarra elettrica, acustica, dobro, vihuela
- Fabrizio Barale: chitarra elettrica
- Guido Guglielminetti: basso
- Gian Guido Ponzini: viola da gamba
- Mercedes Martini: voce

## Classifiche
| Classifica (2011) | Posizione massima |
| ----------------- | ----------------- |
| Italia            | 1                 |

### Classifiche di fine anno
| Classifica (2011) | Posizione |
| ----------------- | --------- |
| Italia            | 66        |

### Classifica italiana
| Posizione | 1 | 4 | 6 | 14 | 24 | 20 | 36 | 52 | 50 | 58 | 50 | 49 | 77 | 86 | 52 | 85 | 26 | 74 | 62 | 76 |